# Gare d'Ogawamachi
La gare d'Ogawamachi (小川町駅, Ogawamachi-eki) est une gare ferroviaire située à Ogawa, dans la préfecture de Saitama au Japon. La gare est exploitée par les compagnies JR East et Tōbu.

## Situation ferroviaire
La gare est située au point kilométrique (PK) 52,8 de la ligne Hachikō et au PK 40,6 de la ligne Tōbu Tōjō.

## Historique
La gare Tōbu est inaugurée le 5 novembre 1923. La ligne Hachikō y arrive en 1934.

## Service des voyageurs

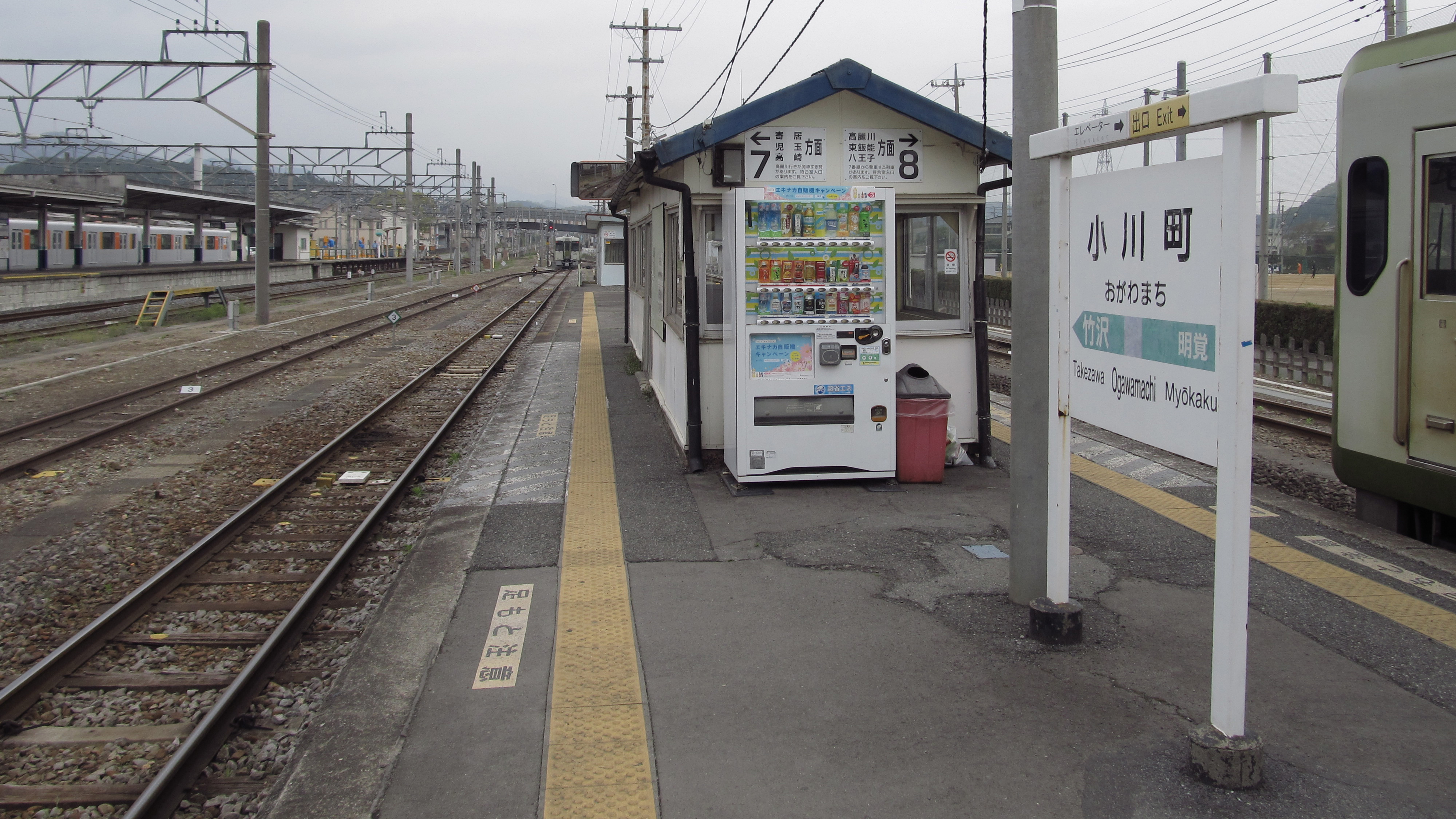
Vue des quais.

### Accueil
La gare dispose d'un bâtiment voyageurs, avec guichets, ouvert tous les jours.

### Desserte
- Ligne Tōbu Tōjō :
  - voies 1 et 3 : direction Yorii
  - voies 2 et 4 : direction Sakado, Kawagoe et Ikebukuro
- Ligne Hachikō :
  - voie 7 : direction Yorii et Takasaki
  - voie 8 : direction Ogose et Komagawa